# カールスバーグ (ドイツ)

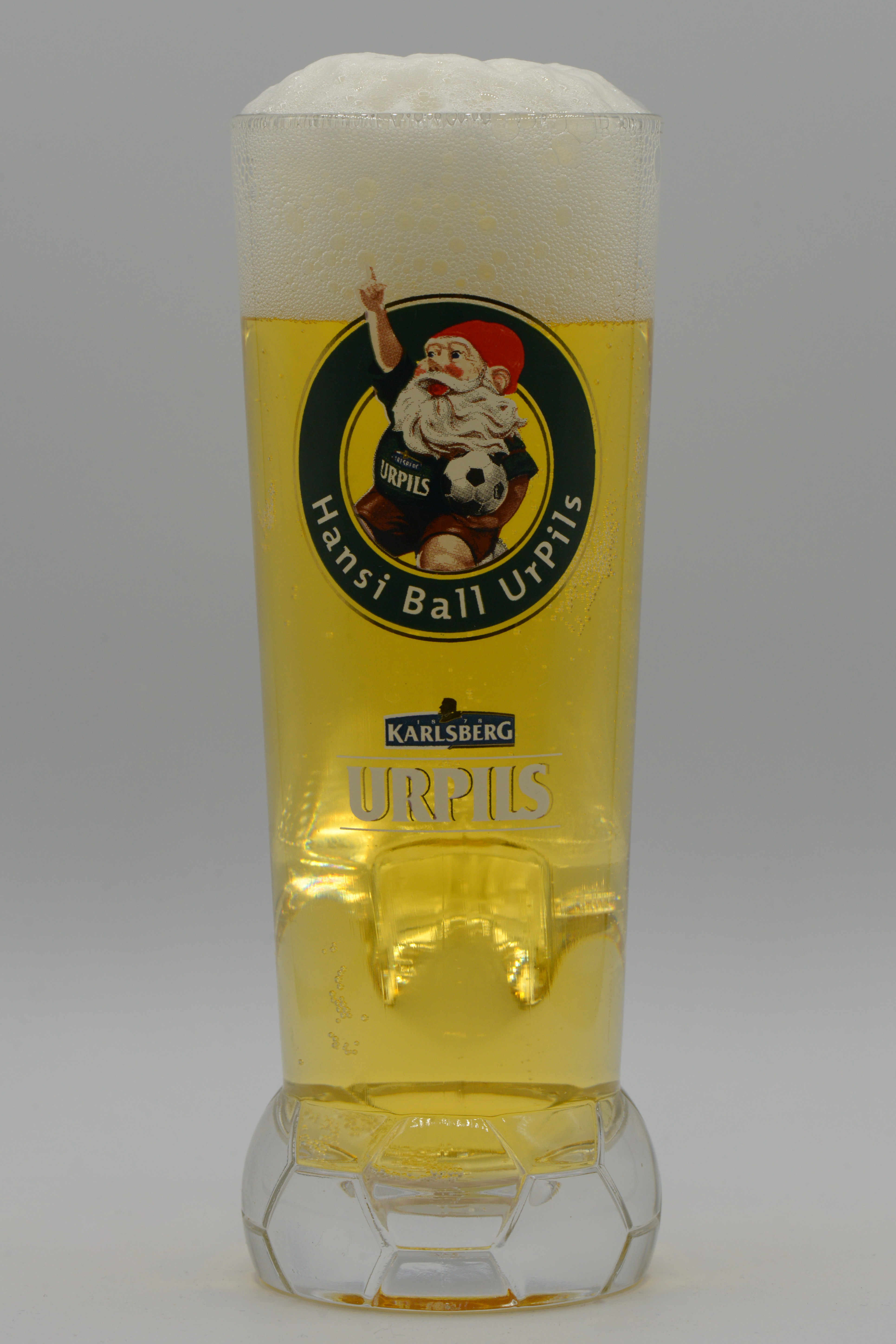
グラスに入ったウル・ピルス

カールスバーグ（Karlsberg）は、ドイツ最大のビール醸造所の一つ。ドイツ語ではカールスベルクと読まれる。デンマークのビール会社カールスバーグ（Carlsberg）と区別するために、ドイツ国外ではカールスブロイ(Karlsbräu)と呼んでいる。

## 歴史
1878年、ホンブルク市（ザールラント州、当時バイエルン王国領）で創業した。社名は近くの丘と城から取った（その城は1755年に建てられ、後にフランス革命軍により取り壊された）。カールスバーグの経営権は代々受け継がれた。現在のオーナーのリヒャルト・ヴェーバーは創業者のひ孫にあたる。

## 主なブランド
カールスバーグのいろいろなビール。
ウル・ピルス(Ur-Pils)
地元でかなり有名なエールビール。たくさんのホップを使用しており、苦さに特徴がある。
デスペラドス(Desperados)
テキーラ風味のビール。
ミゼリー(MiXery)
ビールとコーラのミックス（第三の原料、"X"が入っている）。

## カールスバーググループ
カールスバーググループは他にもビール銘柄を所有し、販売している。コブレンツのKönigsbacherやフランスの酒造Brasserie de Saverneなどである。ジュースのメーカーMerziger、Klindworth、Niehoffs Vaihingerは会社に属している。2001年にカールスバーグはMineralbrunnen Überkingen-Teinach会社の過半数の株式をネスレから買い取った。この会社はアフリ・コーラ(Afri-Cola)とミネラルウォーターの銘柄Staatlich FachingenやHirschquelleを販売している。シュヴァルツヴァルトから取れた水である。ノンアルコールの飲料が今日では会社の売り上げの50パーセントを占める。(営業年度04/05年の売り上げは6.91億ユーロ)